# Омія (стадіон)
NACK5 Stadium Omiya (яп. ナックファイブスタジアム大宮, Nakku-faibu Sutajiamu Ōmiya) — футбольний стадіон у районі Омія міста Сайтами, Японія. Є домашньою ареною клубу «Омія Ардія».

## Історія
Побудований в 1960 році як футбольний стадіон «Омія». Трибуни були додані для проведення кількох матчів літніх Олімпійських ігор 1964 року та Національного спортивного фестивалю Японії 1967 року . Раніше стадіон вміщав 12 500 глядачів.
Стадіон був одним з місць проведення молодіжного чемпіонату світу 1979 року, де пройшло шість матчів групового етапу та чвертьфінал.
У 2006—2007 роках він був закритий на розширення, щоб задовольнити вимоги Джей-ліги. З 14 травня 2007 року стадіон отримав спонсорську назву NACK5 Stadium Omiya (яп. ナックファイブスタジアム大宮, Nakku-faibu Sutajiamu Ōmiya), після того як була підписана шестирічна спонсорська угода з FM NACK5 (яп. エフエムナックファイブ, Efu Emu Nakku-Faibu) ァイブ (JODV-FM, 79,5   МГц), незалежною комерційною радіостанцією, що базується в Омії і охоплює префектуру Сайтама.
Роботи з розширення були завершені в жовтні 2007 року, після чого арена стала вміщувати 15 500 глядачів.